# Открытое сердце
«Открытое сердце» — советский широкоэкранный художественный фильм, снятый режиссёром Алексеем Поляковым на киностудии «Мосфильм» в 1982 году.
Премьера фильма состоялась 17 января 1983 года. В СССР фильм посмотрело 8,3 млн зрителей.

## Сюжет
Люба помогает Варе, беременной женщине без жилья, и заботится о её ребёнке после рождения. Слава, друг Любы, не хочет иметь дело с чужим ребёнком и уходит. Люба воспитывает ребенка с Петей. Через десять лет Варя возвращается и рассказывает ребёнку, что она его настоящая мать. Петя уходит, но позднее возвращается, понимая, что Люба всегда будет настоящей матерью для него.

## В ролях
- Марина Старых — Люба
- Елизавета Солодова — Александра Ильинична
- Андрей Мякшин — Петя
- Надежда Мальцева — Варя
- Владимир Пучков — Славик
- Нина Меньшикова — Наталья Павловна
- Елена Кузьмина — Татьяна

## Награды
- 1983 — Главная премия «Серебряный павлин» за режиссуру Алексею Полякову и Первый приз за лучшее исполнение женской роли Марине Старых на 9-м Международном кинофестивале в Дели, Индия